# 216 (số)
216 (hai trăm mười sáu) là một số tự nhiên ngay sau 215 và ngay trước 217.

## Trong toán học
Vì 216 = 33 + 43 + 53 = 63, nó là hình lập phương nhỏ nhất cũng là tổng của ba hình lập phương (Plato là một trong những người đầu tiên nhận thấy điều này, và đã đề cập đến nó trong Sách VIII của Cộng hòa). Nó cũng là tổng của một số nguyên tố sinh đôi (107 + 109). Nhưng vì không có cách nào để biểu thị nó dưới dạng tổng các ước số thích hợp của bất kỳ số nguyên nào khác, nên nó là một số không thể chạm tới.
Hình vuông ma thuật nhân này có hằng số ma thuật 216.
{\displaystyle {\begin{pmatrix}2&9&12\\36&6&1\\3&4&18\end{pmatrix}}}
Người ta phỏng đoán rằng mỗi số tự nhiên không bằng 216 có thể viết dưới dạng  p  '+' 'T  x ' ', trong đó ' 'p' ' là 0 hoặc một số nguyên tố và ' 'T  x ' '=' 'x' '(' 'x' ' +1) / 2 là một số hình tam giác.
Trong cơ số 10, nó là một số Harshad.
Có 216 hexomino cố định, polyomino được tạo từ 6 hình vuông.
216 là một số Friedman.
216 là số nhỏ nhất  n , mà  n  & trừ; 3,  n  & trừ; 2,  n  & trừ; 1,  n  + 1,  n  + 2,  n  + 3 đều là semiprimes.

## Trong các trường khác
- 216 màu được hình thành bởi khối màu 6 × 6 × 6 đôi khi được gọi là bảng màu an toàn trên web.
- ISO 216 là tiêu chuẩn của ISO cho khổ giấy.
- 216 là giá trị số của Gevurah, sephirot thứ năm trong cây sự sống kabbalistic, và tổng các chữ cái trong 72 ẩn danh của Chúa.
  - Trong bộ phim  Pi , Max bị ám ảnh bởi con số 216 chữ số trong nhiệm vụ tìm ra phương trình số đằng sau sự tồn tại, và được một nhóm Hasidic Người Do Thái rằng nó đại diện cho tên thật của Chúa.
- Theo loạt Ken Burns  Bóng chày , đó là số lượng đường khâu trên bóng chày.
- +216 là mã quốc gia của Tunisia.
- (216) là mã vùng của Cleveland, Ohio, Hoa Kỳ và hầu hết các vùng ngoại ô trong vòng thành phố.
- Ngôi đền Bayon ở Campuchia có 216 khuôn mặt cười khổng lồ.
- 6 ^ 3.
- Có bao nhiêu tháng trong khoảng thời gian 18 năm, độ tuổi trưởng thành ở Hoa Kỳ.